# 里克赛姆
里克赛姆（法語：Rixheim，法語發音：[ʁiksaim] ⓘ），法国东北部城市，大东部大区上莱茵省的一个市镇，隶属于米卢斯区，其市镇面积为19.53平方公里，2022年1月1日时人口数量为14,125人，在法国城市中排名第717位。
里克赛姆位于上莱茵省东南部，米卢斯市区东南侧，是米卢斯的一个近郊卫星城，斯特拉斯堡—圣路易铁路由此通过。

## 地名来源
根据地名学家米歇尔·保罗·于尔邦（Michel Paul Urban）的论述，“Rixheim”一名最初于公元823年以“Richenesheim”的形式被记载，可能意为“岩石地带的居民”，亦可能出自人名“Riko”。
里克赛姆所处区域历史上通行阿尔萨斯语，“Rixheim”对应的阿尔萨斯语拼写为“Rìxe”，其对应的读音为“[rįgsə]”。1871至1918年间，维特奈姆被德意志帝国统治，当地官方使用与“Rixheim”相同拼写的德语名称。
此外，因翻译标准不同，“Rixheim”在部分汉语资料中又被译为里克塞姆。

## 历史
根据当地官方网站的论述，里克赛姆早在新石器时期就已出现人类活动。在1850年的考古发掘中，里克赛姆境内曾发现约70枚古罗马时期的钱币，经鉴定其年代为公元三世纪。中世纪时，里克赛姆于公元823年首次被提及，彼时该地隶属于米尔巴克修道院。1343年，里克赛姆境内出现圣莱热教会（couvent Saint Léger），并于1613年创建科芒德里，此后该地区长期被条顿骑士团掌控。其间，里克赛姆在三十年战争结束后与相邻的Eschelzheim合并。1678年，里克赛姆及其所在的阿尔萨斯根据《威斯特伐利亚和约》划归法兰西王国。法国大革命后，里克赛姆成为上莱茵省的一个市镇，隶属于阿尔特基什区。工业革命期间，途径里克赛姆的斯特拉斯堡—圣路易铁路建成通车。普法战争结束后，里克赛姆及其所处的阿尔萨斯-洛林地区被划入德意志帝国，并被划入新设立的米尔豪森县。1914年8月10日，里克赛姆居民爆发反抗德意志帝国的游行。一战结束后，阿尔萨斯-洛林地区根据《凡尔赛条约》重归法国，里克赛姆改属米卢斯区。二战期间，纳粹德军攻占里克赛姆并强制当地居民参与战争，当地一些居民逃往了法国西南部的热尔省。里克赛姆最终于1944年11月20日获得解放。自20世纪60年代以来，得益于米卢斯的城市扩张，里克赛姆人口数量逐年增加，当地建成了工业园区及多处居民公寓。

## 地理

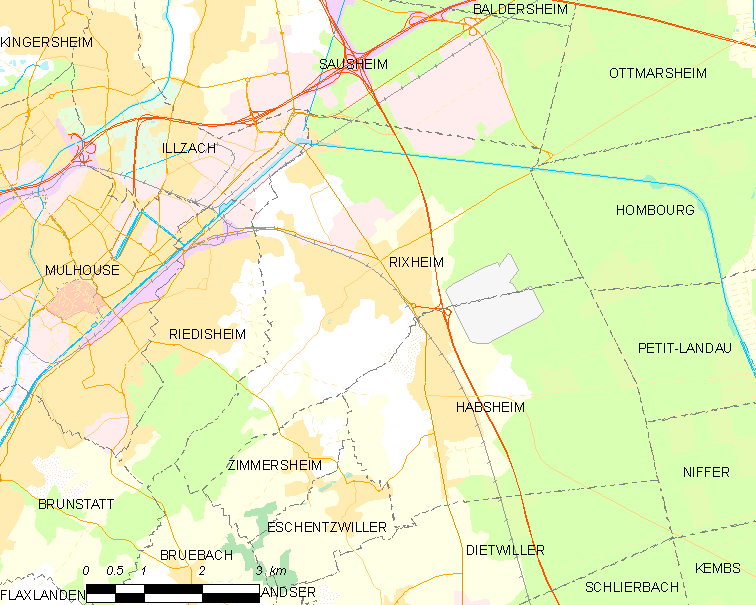
里克赛姆市镇范围地图

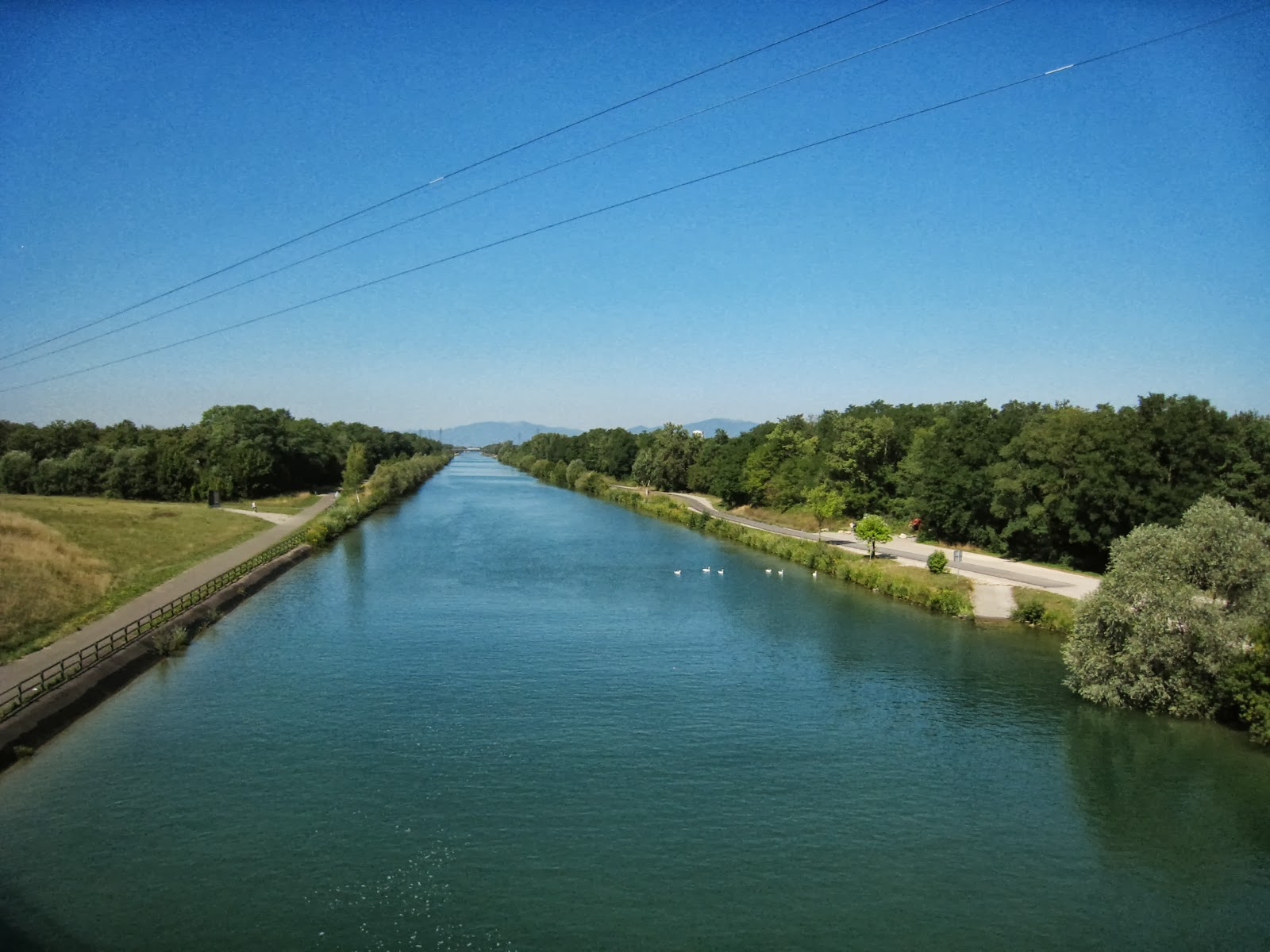
罗讷河—莱茵河运河里克赛姆段

里克赛姆位于法国东北部，大东部大区东南部和上莱茵省东南部，距离省会科尔马大约43公里。与里克赛姆接壤的市镇包括：布吕巴克、伊尔扎克、阿布赛姆、翁堡、奥特马赛姆、里迪赛姆、索赛姆和济梅尔赛姆。

### 地形
里克赛姆位于孙戈地区与莱茵河凹地之间的过渡地带，境内以平原和浅丘为主，市镇中心地势较为平坦，西南侧为缓丘，全境海拔在232到366米之间。

### 水文
里克赛姆位于莱茵河流域范围内，人工开凿的罗讷河—莱茵河运河从市区北部过境。

### 植被
里克赛姆属于温带阔叶混交林区，林地多分布于坡地地带，镇中心的科芒德里公园（Parc de la Commanderie）是当地主要的城市绿地，市镇范围北部和东部为阿尔特森林。
在鲜花城市的评比中，里克赛姆被评为1星级鲜花城市。

### 气候
里克赛姆在柯本气候分类法中属于带有大陆性气候特征的温带海洋性气候（Cfb）。
距离里克赛姆最近的常年气象站位于米卢斯境内，以下为该气象站的数据（其中日照数据取自科尔马气象站）：
| 米卢斯 1981年－2019年 | 米卢斯 1981年－2019年 | 米卢斯 1981年－2019年 | 米卢斯 1981年－2019年 | 米卢斯 1981年－2019年 | 米卢斯 1981年－2019年 | 米卢斯 1981年－2019年 | 米卢斯 1981年－2019年 | 米卢斯 1981年－2019年 | 米卢斯 1981年－2019年 | 米卢斯 1981年－2019年 | 米卢斯 1981年－2019年 | 米卢斯 1981年－2019年 | 米卢斯 1981年－2019年 |
| 月份                  | 1月                   | 2月                   | 3月                   | 4月                   | 5月                   | 6月                   | 7月                   | 8月                   | 9月                   | 10月                  | 11月                  | 12月                  | 全年                  |
| --------------------- | --------------------- | --------------------- | --------------------- | --------------------- | --------------------- | --------------------- | --------------------- | --------------------- | --------------------- | --------------------- | --------------------- | --------------------- | --------------------- |
| 历史最高温 °C（°F）   | 18.3 (64.9)           | 21.9 (71.4)           | 26.1 (79.0)           | 30 (86)               | 33.3 (91.9)           | 37.6 (99.7)           | 38.9 (102.0)          | 39.4 (102.9)          | 34.1 (93.4)           | 29.6 (85.3)           | 24.3 (75.7)           | 19.9 (67.8)           | 39.4 (102.9)          |
| 平均高温 °C（°F）     | 4.6 (40.3)            | 6.6 (43.9)            | 11.5 (52.7)           | 15.6 (60.1)           | 20.2 (68.4)           | 23.6 (74.5)           | 26 (79)               | 25.7 (78.3)           | 21.1 (70.0)           | 15.7 (60.3)           | 9 (48)                | 5.4 (41.7)            | 15.4 (59.7)           |
| 日均气温 °C（°F）     | 1.7 (35.1)            | 2.8 (37.0)            | 6.7 (44.1)            | 10.1 (50.2)           | 14.6 (58.3)           | 17.9 (64.2)           | 20 (68)               | 19.6 (67.3)           | 15.7 (60.3)           | 11.2 (52.2)           | 5.7 (42.3)            | 2.7 (36.9)            | 10.7 (51.3)           |
| 平均低温 °C（°F）     | −1.2 (29.8)           | −0.9 (30.4)           | 2 (36)                | 4.7 (40.5)            | 9.1 (48.4)            | 12.1 (53.8)           | 14 (57)               | 13.5 (56.3)           | 10.3 (50.5)           | 6.7 (44.1)            | 2.3 (36.1)            | 0 (32)                | 6.1 (43.0)            |
| 历史最低温 °C（°F）   | −20.2 (−4.4)          | −21.5 (−6.7)          | −17.2 (1.0)           | −6.3 (20.7)           | −3.1 (26.4)           | 0.9 (33.6)            | 4.3 (39.7)            | 4 (39)                | −0.6 (30.9)           | −6.7 (19.9)           | −13.4 (7.9)           | −19 (−2)              | −21.5 (−6.7)          |
| 平均降水量 mm（）     | 60.8 (2.39)           | 52.8 (2.08)           | 56.2 (2.21)           | 52.4 (2.06)           | 80.3 (3.16)           | 70.2 (2.76)           | 68.5 (2.70)           | 64.1 (2.52)           | 70.5 (2.78)           | 75.1 (2.96)           | 57.2 (2.25)           | 80.6 (3.17)           | 788.7 (31.05)         |
| 月均日照時數          | 71.8                  | 97                    | 144.7                 | 180.2                 | 201.5                 | 225.5                 | 239.2                 | 223.6                 | 170.7                 | 116.9                 | 70.5                  | 57.5                  | 1,799.1               |
| 来源：infoclimat      |                       |                       |                       |                       |                       |                       |                       |                       |                       |                       |                       |                       |                       |

## 行政区划
里克赛姆的市镇编号为68278，邮政编号为68170。
在行政管理方面，里克赛姆隶属于法国大东部大区上莱茵省米卢斯区；在地方选举方面，里克赛姆是里克赛姆县的中央投票站所在地，其市镇范围全境被划入上莱茵省第五选区；在社会管理方面，里克赛姆是米卢斯阿尔萨斯城市圈公共社区的组成部分。
截至2024年8月，里克赛姆市镇范围内暂无任何城市敏感街区及城市政策优先街区。
法国国家统计与经济研究所（简称“INSEE”）在进行数据统计时，将里克赛姆及相邻的另外19个市镇设为米卢斯城市核心区，并将包括核心区在内的周边共60个市镇划为米卢斯城市区。自2020年起，米卢斯城市区被包含132个市镇的米卢斯城市辐射区代替。此外，INSEE还将里克赛姆市镇分为了6个“块区”（IRIS），以便于统计人口分布情况。

## 交通

### 公路
A35高速公路从里克赛姆过境并设有出入口连接市区，此外还有上莱茵省省道D56线、D66线、D108线和D201线经过里克赛姆境内。
| 33 | 2.2 |

| 科尔马 | 42 |

| 米卢斯 | 7 |

| 奥特马赛姆 | 10 |

2020年，86.7%的里克赛姆家庭拥有至少一辆私人汽车。2022年，里克赛姆境内共发生各类交通事故2起，造成2人受伤，其中1人重伤。

### 铁路

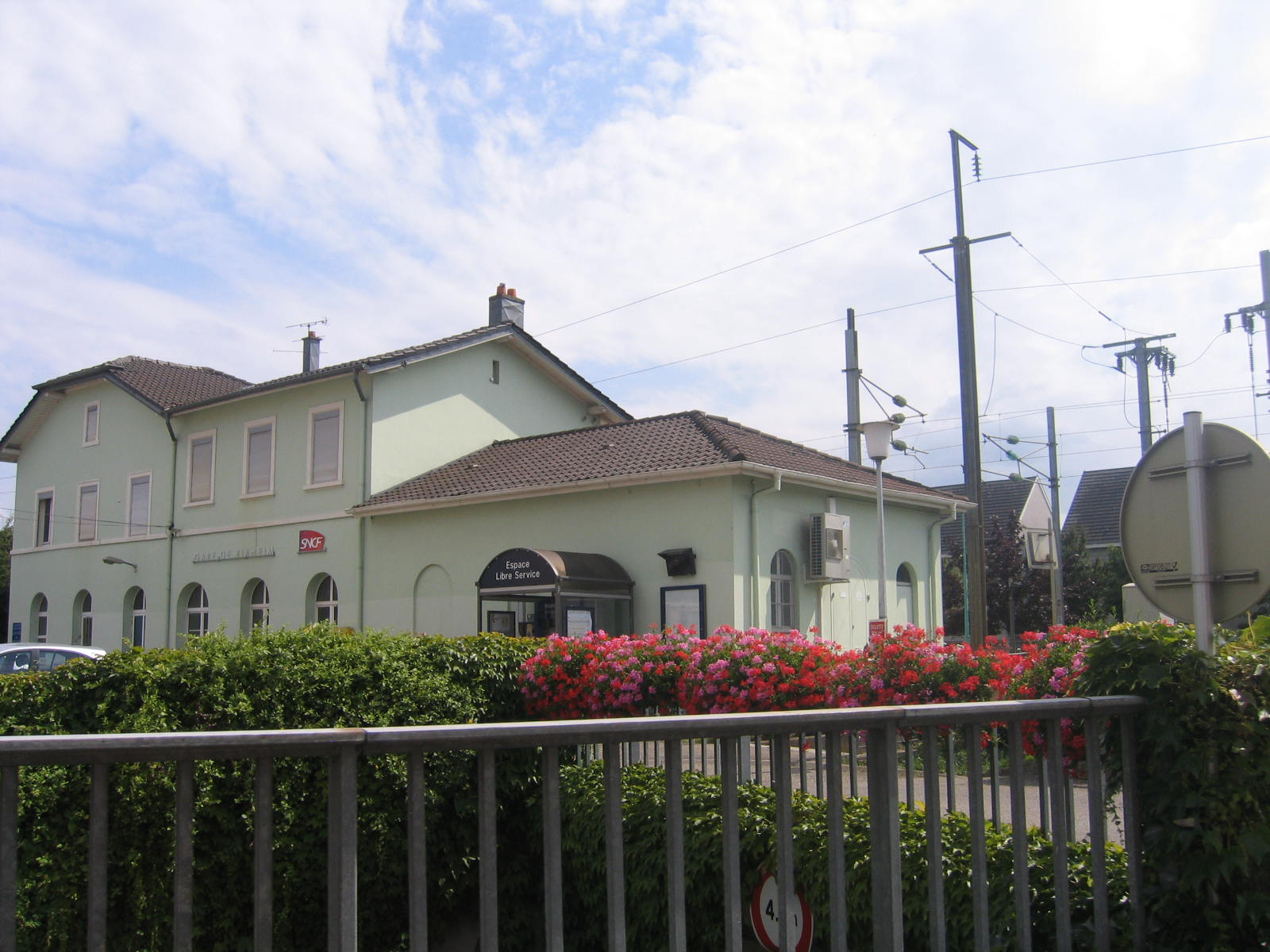
里克赛姆站

里克赛姆位于斯特拉斯堡—圣路易铁路上。里克赛姆站位于市区东部，停靠往返于米卢斯和巴塞尔一线的区域列车。

### 航空
里克赛姆距离巴塞尔-米卢斯-弗赖堡欧洲机场的公路里程大约20公里。

### 城市公共交通
里克赛姆是米卢斯城市公共交通（商业名称为“Soléa”）的服务范围，后者为米卢斯阿尔萨斯城市圈公共社区的公共交通系统。截至2024年8月，该系统共包括三条有轨电车线路和数十条公交线路，其中公交9路、11路和城际公交55路、59路经过里克赛姆市区并设站。

## 政治

### 市政内阁

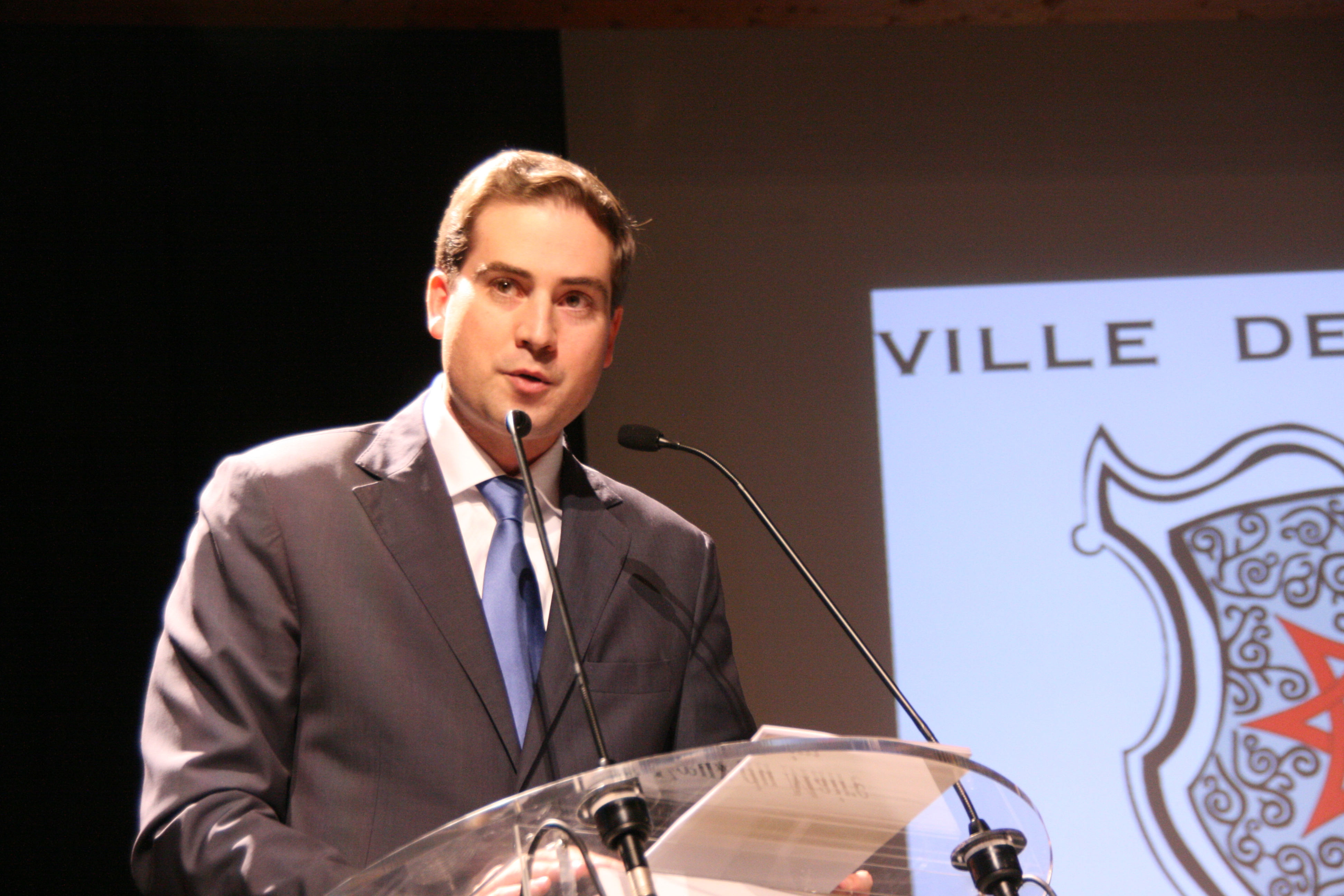
前里克赛姆市长奥利维耶·贝希特

里克赛姆的现任市长为拉谢尔·贝克泰尔先生（Ludovic HAYE），他是共和党的一名成员，自2020年10月起担任市长职务；其前任为吕多维克·艾先生，他是一名中间派，在2020年的市政选举中获得了100.00%的支持率（无其他候选人）。
| 里克赛姆历届市长       | 里克赛姆历届市长                | 里克赛姆历届市长                 |
| 任期                   | 市长                            | 党派                             |
| ---------------------- | ------------------------------- | -------------------------------- |
| （1971年以前资料暂缺） |                                 |                                  |
| 1971年－1995年         | Pierre BRAUN 皮埃尔·布罗恩      | 不详                             |
| 1995年－2008年         | Bernard HANSER 贝尔纳·安塞尔    | RPR保衛共和聯盟 →UMP人民运动联盟 |
| 2008年－2017年         | Olivier BECHT 奥利维耶·贝希特   | DVD右翼无党派人士 →Agir行动      |
| 2017年－2020年         | Ludovic HAYE 吕多维克·艾        | DVC混杂中间派                    |
| 2020年－               | Rachel BAECHTEL 拉谢尔·贝克泰尔 | LR共和黨                         |

### 各级选举
| 里克赛姆历届投票选举结果 | 里克赛姆历届投票选举结果 | 里克赛姆历届投票选举结果 | 里克赛姆历届投票选举结果 | 里克赛姆历届投票选举结果  | 里克赛姆历届投票选举结果 | 里克赛姆历届投票选举结果 | 里克赛姆历届投票选举结果  | 里克赛姆历届投票选举结果 | 里克赛姆历届投票选举结果 |
| 选举项目                 | 选举范围                 | 选区单位                 | 选区单位内的选举结果     | 选区单位内的选举结果      | 选区单位内的选举结果     | 选区单位内的选举结果     | 选区单位内的选举结果      | 选区单位内的选举结果     | 参考资料                 |
| 选举项目                 | 选举范围                 | 选区单位                 | 第一轮胜出者             | 第一轮胜出者              | 支持率                   | 第二轮胜出者             | 第二轮胜出者              | 支持率                   | 参考资料                 |
| ------------------------ | ------------------------ | ------------------------ | ------------------------ | ------------------------- | ------------------------ | ------------------------ | ------------------------- | ------------------------ | ------------------------ |
| 2017年法國總統選舉       | 法國                     | 市镇                     |                          | 玛丽娜·勒庞               | 25.63%                   |                          | 埃马纽埃尔·马克龙         | 60.06%                   | [ 25 ]                   |
| 2017年法国立法选举       | 上莱茵省第五选区         | 市镇                     |                          | 奥利维耶·贝希特           | 55.79%                   |                          | 奥利维耶·贝希特           | 81.32%                   | [ 25 ]                   |
| 2019年欧洲议会选举       | 法國                     | 市镇                     |                          | 若尔丹·巴尔代拉           | 24.54%                   | （不适用）               | （不适用）                | （不适用）               | [ 27 ]                   |
| 2021年法国省级选举       | 上莱茵省                 | 县                       |                          | 帕特里西娅·博恩 马克·曼克 | 52.21%                   |                          | 帕特里西娅·博恩 马克·曼克 | 73.36%                   | [ 28 ] [ 29 ]            |
| 2021年法国省级选举       | 上莱茵省                 | 市镇                     |                          | 帕特里西娅·博恩 马克·曼克 | 60.19%                   |                          | 帕特里西娅·博恩 马克·曼克 | 77.85%                   | [ 28 ] [ 29 ]            |
| 2021年法国大区选举       | 大東部大區               | 市镇                     |                          | 让·罗特纳                 | 30.81%                   |                          | 让·罗特纳                 | 40.57%                   | [ 30 ]                   |
| 2022年法国总统选举       | 法國                     | 市镇                     |                          | 埃马纽埃尔·马克龙         | 28.49%                   |                          | 埃马纽埃尔·马克龙         | 54.93%                   | [ 25 ]                   |
| 2022年法国立法选举       | 上莱茵省第五选区         | 市镇                     |                          | 奥利维耶·贝希特           | 50.48%                   |                          | 奥利维耶·贝希特           | 73.75%                   | [ 25 ]                   |
| 2024年欧洲议会选举       | 法國                     | 市镇                     |                          | 若尔丹·巴尔代拉           | 34.97%                   | （不适用）               | （不适用）                | （不适用）               | [ 25 ]                   |
| 2024年法国立法选举       | 上莱茵省第五选区         | 市镇                     |                          | 奥利维耶·贝希特           | 42.68%                   |                          | 奥利维耶·贝希特           | 62.53%                   | [ 25 ]                   |

## 人口
2021年，里克赛姆市镇人口数量为13,795，在法国排名第717位。其中男性6,739人，女性7,281人，75岁及以上人口占6.9%，外籍人口数量为721人，人口密度为706人/平方公里，当地居民被称为（男性）或（女性）。2022年，里克赛姆境内出生137人，死亡人口125人。
| 里克赛姆1901年－2021年人口变化情况 |
|                                    |
| 数据来源：Cassini、INSEE           |

## 经济

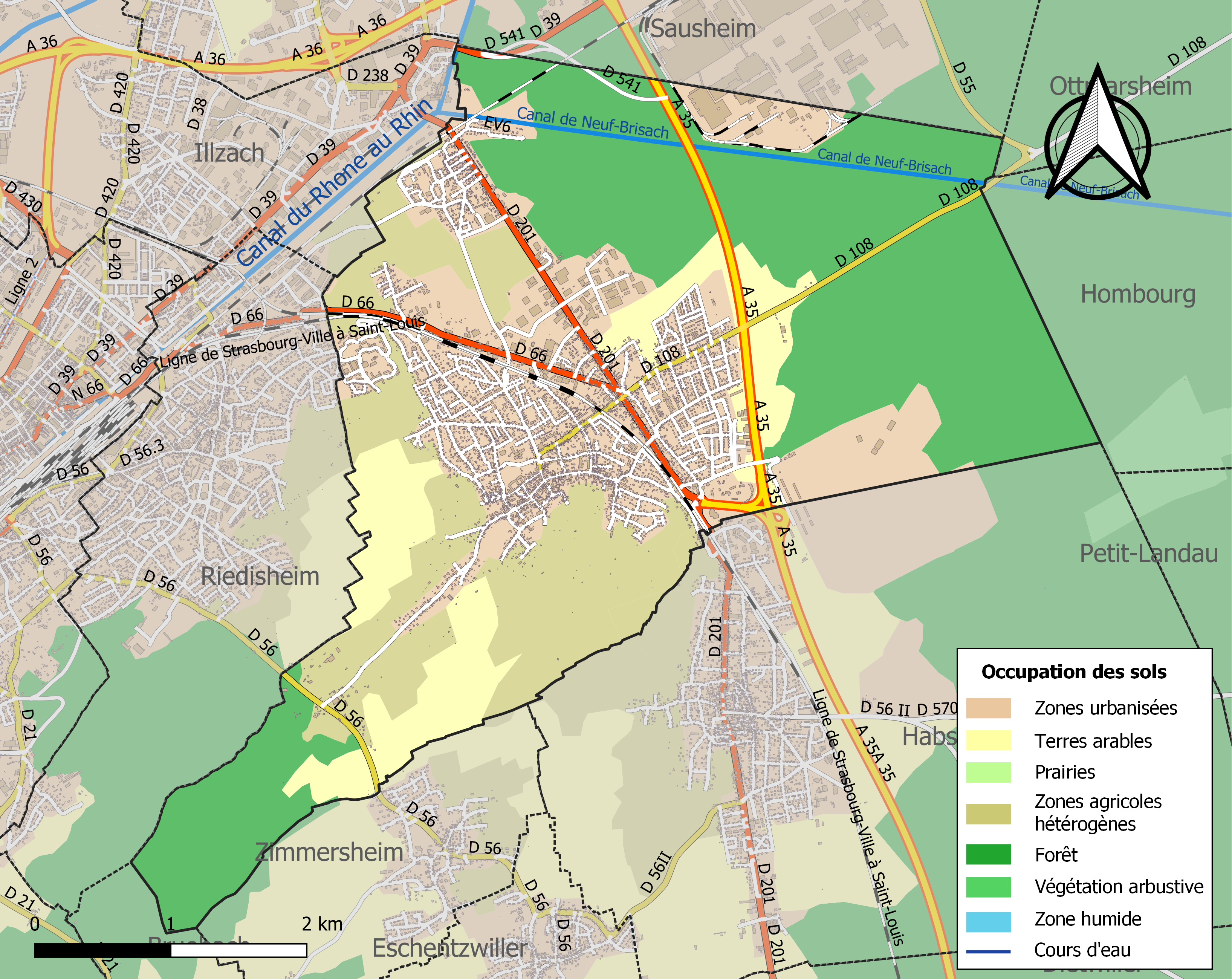
里克赛姆土地利用情况地图

截至2024年8月，里克赛姆市镇范围内共有各类用人单位（包含自雇）1,989家，平均历史为15年，其中98.88%为中小型企业（PME），2024年6月至8月间，当地的经济活力指数为0。（交通运输）、（农具销售）及（汽车销售）是当地2022年已公布营业额最高的三个企业，分别为72,811,915欧元、41,885,784欧元和23,554,954欧元。

## 财政与居民收入
2022年，里克赛姆的财政收入总额为15,842,800欧元，财政支出总额为14,229,700欧元，当年的债务总额为3,907,060欧元。2022年，里克赛姆市镇通过增值税获得167,520欧元的收入，此外当地还共获得了466,600欧元的国家直接财政补助。
| 里克赛姆居民收入情况                             | 里克赛姆居民收入情况 | 里克赛姆居民收入情况  | 里克赛姆居民收入情况 |
| 内容                                             | 里克赛姆             | 法国                  | 统计年份             |
| ------------------------------------------------ | -------------------- | --------------------- | -------------------- |
| 征税家庭总数                                     | 6,184                | 1,081（法国市镇平均） | 2022年               |
| 居民平均月收入                                   | 2,322欧元            | 2,435欧元             | 2022年               |
| 高级职员人均月收入                               | 3,859欧元            | 4,331欧元             | 2021年               |
| 中级职员人均月收入                               | 2,395欧元            | 2,470欧元             | 2021年               |
| 普通职员人均月收入                               | 1,800欧元            | 1,801欧元             | 2021年               |
| 贫困率                                           | 10%                  | 14.5%                 | 2020年               |
| 青壮年（15至64岁）失业率                         | 11.3%                | 7.4%                  | 2020年               |
| 征税家庭数量占比                                 | 57.2%                | 45.5%                 | 2020年               |
| 家庭年均纳税                                     | 5,112欧元            | 4,393欧元             | 2022年               |
| 资料来源：INSEE、L'Internaute、Le Journal du Net |                      |                       |                      |

## 社会事务

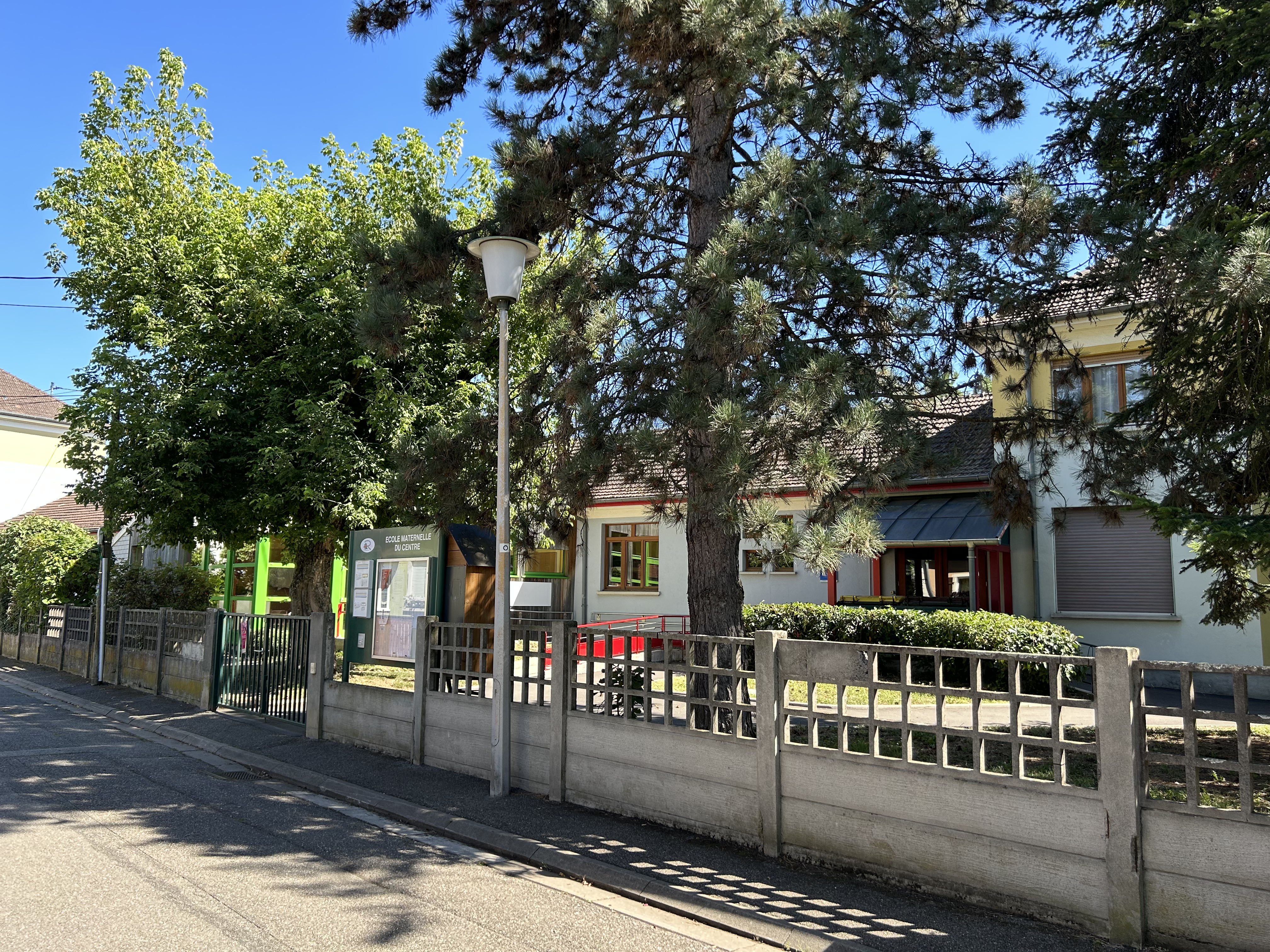
里克赛姆中心小学

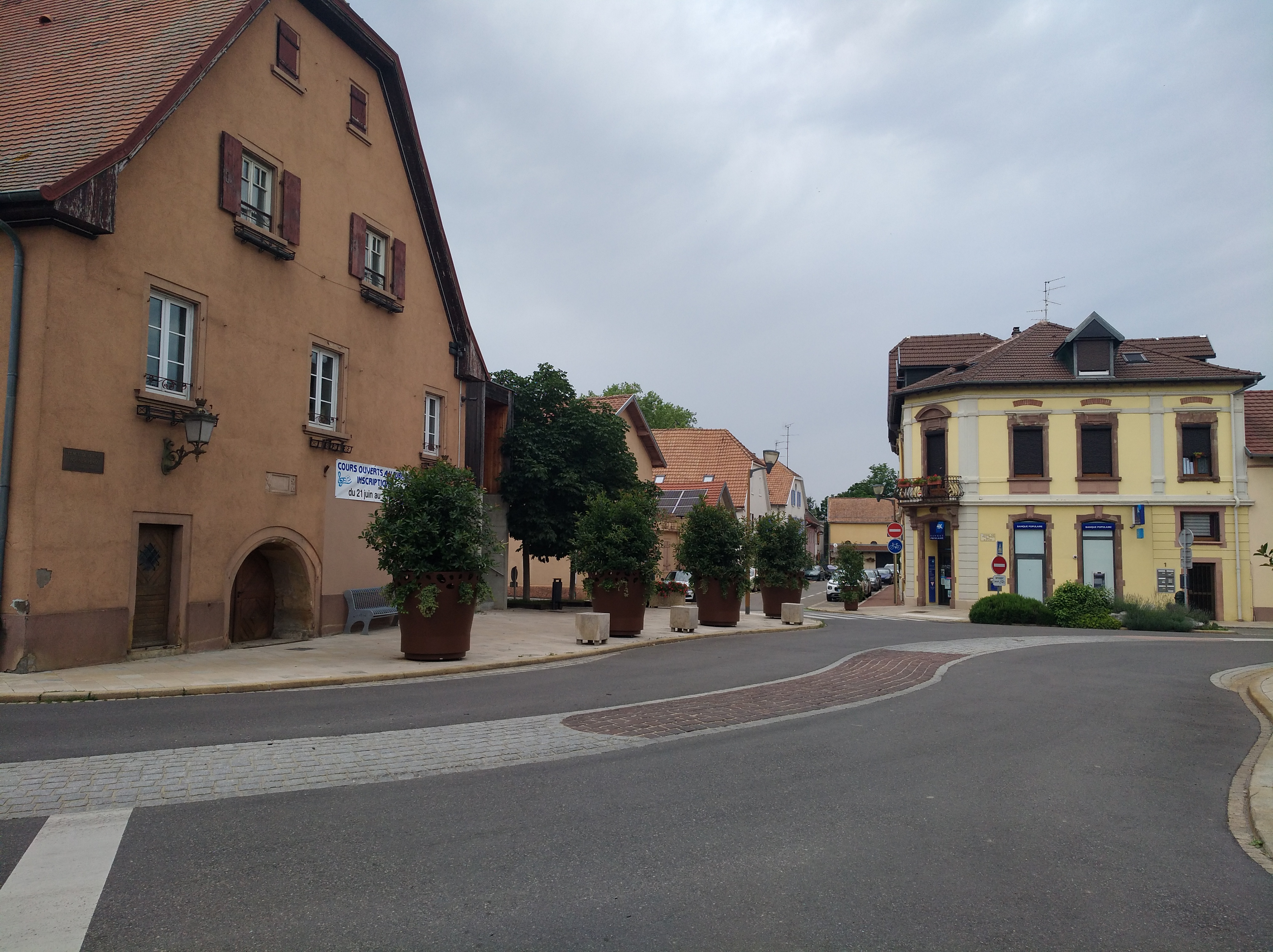
教堂街

### 教育
里克赛姆属于斯特拉斯堡学区。截至2021年1月1日，里克赛姆境内共有2所幼儿园、4所小学和1所初级中学。2022至2023学年度，里克赛姆境内共有在校中等教育阶段学生652名。

### 医疗
截至2021年1月1日，里克赛姆境内共有全科医生10名、保健师30名、牙医7名、护士13名、眼科医生2名、助产士2名、儿科医生1名和妇科医生1名。境内共有药房4家、养老院2家。
距离里克赛姆最近的区域性医疗机构为“米卢斯-南阿尔萨斯地区医疗集团”（Groupe Hospitalier de la région de Mulhouse et Sud Alsace），其主病区埃米尔·穆勒医院（Hôpital Emile Muller）位于米卢斯市区南部，距离里克赛姆市区的正常车程大约12分钟，该院设有床位961个，是上莱茵省规模最大的公立综合性医院。

### 住房
2020年，里克赛姆境内共有各类住房6,701套，其中46.9%为独立式住宅，52.8%为集中式住宅。常住房屋占里克赛姆市镇范围内居民建筑总量的93.6%。
在住房保障政策方面，2022年，里克赛姆境内共有745户家庭获得了住房经济补助，受益人数占总人口数量的5.4%，其中704份为房租补助。

### 商业
2021年，里克赛姆境内共有各类实体商铺216家，其中餐厅22家、大型超市3家、杂货店4家、面包房9家、肉铺3家、书店1家、装饰品店1家、银行门店6家、美容美发店15家、汽车维修店24家。里克赛姆镇中心建有E.Leclerc和Intermarché超市。

### 体育
2021年，里克赛姆境内共有1家游泳池、5间体育馆、1座综合体育场、17处网球场、4处足球或橄榄球场以及3处篮球或排球场。
截至2024年8月，里克赛姆境内共有三家注册足球俱乐部。里克赛姆体育会（AS Rixheim，编号518343）是当地的代表性足球队，成立于1960年，其主队2024至2025赛季参加阿尔萨斯足球联赛丙组（法国第十一级别），其主场为市政球场（Stade Municipal）。

### 环境
里克赛姆的环境事务由其所属的米卢斯阿尔萨斯城市圈公共社区联合各级政府协调负责。2021年，里克赛姆境内共有3家污染企业。

### 治安
2021年，里克赛姆市镇范围内共有1处宪兵队。
里克赛姆及其附近的共66个市镇是米卢斯国家宪兵队（zone gendarmerie de Mulhouse）的管辖范围。2020年，该宪兵队累计记录各类案件3,814起，其中盗窃类案件1,799起，经济类案件602起，毒品交易类案件173起。

## 文化

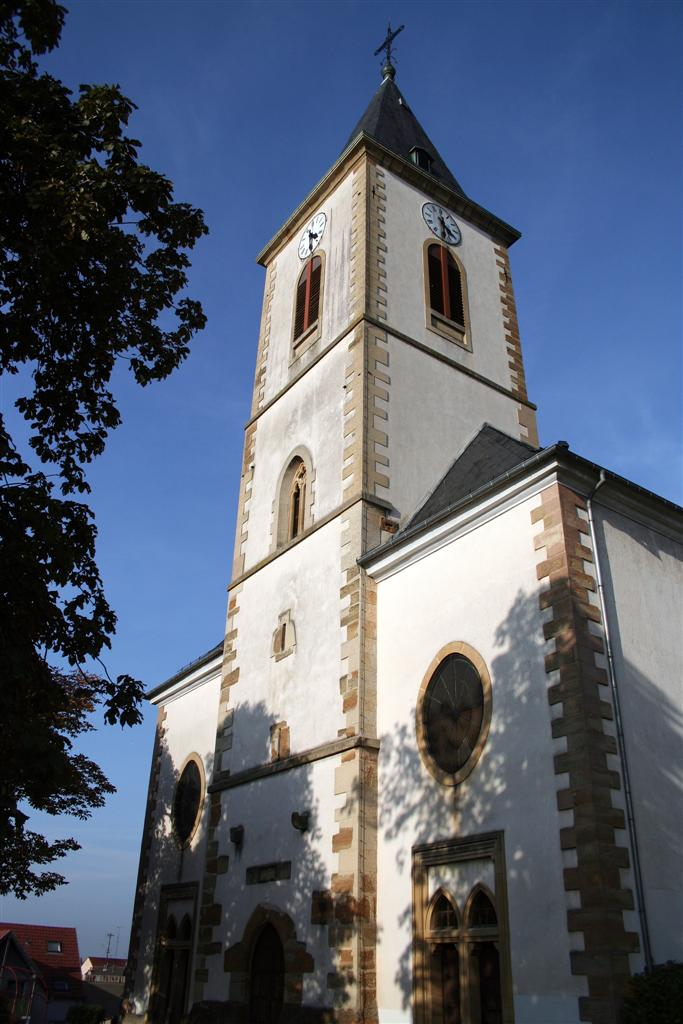
圣莱热教堂

2021年，里克赛姆境内共有1家剧场、1家电影院和1家博物馆。里克赛姆境内建有名为“Biluthèque”的多媒体中心，每周二、三、五、六向公众开放。

### 建筑
里克赛姆境内有多处历史建筑，其中镇中心的圣莱热教堂（Église Saint-Léger de Rixheim）为法国国家文物保护单位。

### 旅游
里克赛姆的旅游事务由其所属的米卢斯阿尔萨斯城市圈公共社区联合各级政府协调负责。2023年，里克赛姆境内共有1家酒店共计54间房间。

### 媒体
法国主要的媒体均可在里克赛姆接收，法国电视三台下属的大东部大区频道在部分时段播出里克赛姆所在上莱茵省的地方新闻。《阿尔萨斯报》、《阿尔萨斯最新消息》、阿尔萨斯电视台、蓝色法兰西阿尔萨斯广播等是当地主要的地方性媒体。

## 友好城市
截至2024年8月，里克赛姆共与两座城市建立了友好城市关系：
- 德国 洛讷（1987年）
- 热尔省 巴伊斯河畔瓦朗斯（2004年）